# Hiji

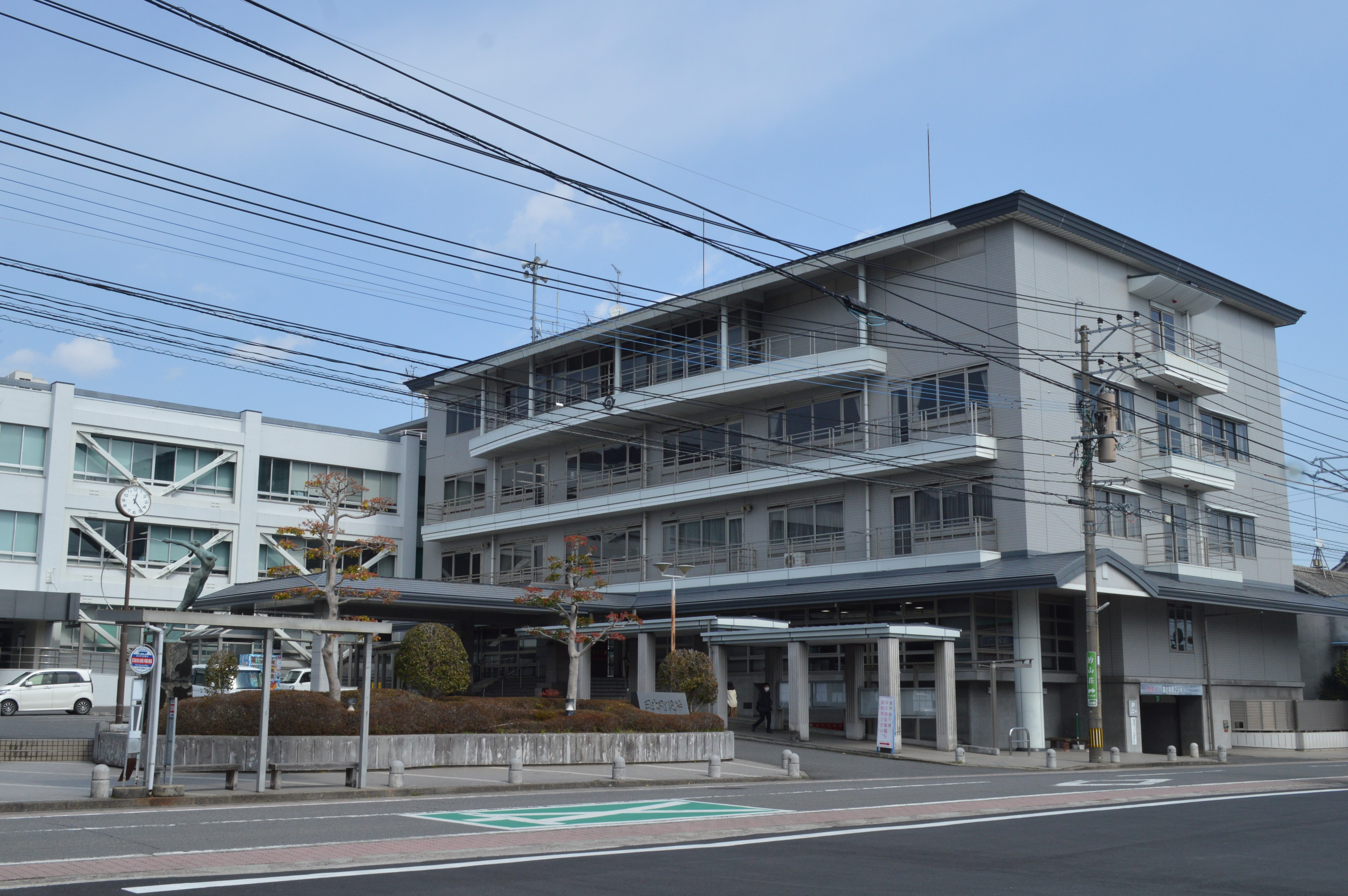
Primăria Hiji

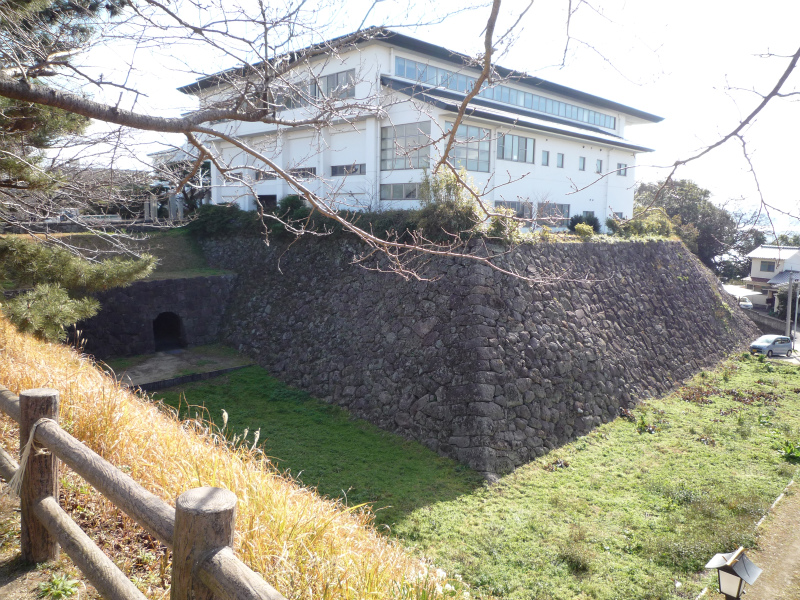
Ruinele Castelului Hiji

Hiji (日出町 Hiji-machi?) is a oraș⁠(d) situat în districtul Hayami⁠(d), prefectura Ōita, Japonia. La data de 30 noiembrie 2023 , orașul avea o populație estimată de 28,025 de locuitori în 12.811 de gospodării, și o densitate a populației de 380 de persoane pe km2. Suprafața totală a orașului este de 73.32 km2.

## Geografie
Hiji este situat în centrul Prefecturii Ōita, la vârful sudic al Peninsulei Kunisaki, la aproximativ 25 de kilometri nord de capitala prefecturii, orașul Ōita. Ocupă țărmul nordic al Golfului Beppu.

### Municipiile învecinate
Prefectura Ōita
- Beppu
- Kitsuki
- Usa

### Climat
Hiji are o climă subtropicală umedă (Köppen Cfa) caracterizată prin veri calde și ierni răcoroase, cu ninsori slabe sau inexistente. Temperatura medie anuală în Hiji este de 16,0 °C. Precipitațiile medii anuale sunt de 1623 mm, luna septembrie fiind cea mai ploioasă. Temperaturile sunt cele mai ridicate în medie în august, la aproximativ 26,6 °C, și cele mai scăzute în ianuarie, la aproximativ 5,6 °C.

## Istorie
Zona Hiji a făcut parte din vechea provincie Bungo. În timpul perioadei Edo era în mare parte sub controlul domeniului Hiji și era condus de clanul Kinoshita, rude ale lui Toyotomi Hideyoshi. Orașul Hiji din cadrul Districtului Hayami, Ōita a fost înființat la 1 mai 1889 odată cu crearea sistemului modern de municipalități. La 31 martie 1954, Hiji s-a extins prin fuziunea cu orașul Toyooka și satele Ogami, Kawasaki și Fujiwara din districtul Hayami.

## Guvernare
Hiji are o formă de guvernământ primar-consiliu cu un primar ales direct și un consiliu municipal unicameral format din 16 membri. Hiji contribuie cu un membru la Adunarea Prefecturală Ōita. În ceea ce privește politica națională, orașul face parte din districtul 3 Ōita⁠(d) al camerei inferioare a Dietei Japoniei.

## Economie
În mod tradițional, economia din Hiji a fost axată pe agricultură și pescuit comercial, peștii⁠(d) din Golful Beppu fiind o specialitate locală notabilă. Zona a fost desemnată ca o nouă zonă de dezvoltare urbană industrială în zona Ōita și ca un tehnopolis în zona Kunisaki de nord a prefecturii, iar multe companii se mută în zonă. Populația a crescut semnificativ ca oraș de navetiști pentru orașul Ōita și orașul Beppu.

## Educație
Hiji are cinci școli primare publice și două școli gimnaziale publice administrate de administrația orașului și un liceu public administrat de Consiliul Prefectural de Educație Ōita. Prefectura administrează o școală de învățământ special pentru persoanele cu handicap.

## Transporturi

### Căi ferate
JR Kyushu⁠(d) - Linia principală Nippō
- Ōga - Hiji - Yōkoku - Bungo-Toyooka

### Autostrăzi
- Autostrada Ōita⁠(d)
- Autostrada Higashikyushu⁠(d)

## Locuri de interes
Orașul are o mănăstire trapistă și este, de asemenea, sediul parcului tematic al Sanrio, Harmonyland.

## Oameni notabili din Hiji
- Megumi Asaoka⁠(d), cântăreață, actriță